# Potštát
Potštát é uma cidade checa localizada na região de Olomouc, distrito de Přerov.